# ロリマー・ストリート駅 (BMTジャマイカ線)
ロリマー・ストリート駅（Lorimer Street）はブルックリン区ウィリアムズバーグのロリマー・ストリートとブロードウェイ交差点に位置するニューヨーク市地下鉄BMTジャマイカ線の駅である。J系統が平日日中混雑方向以外、M系統が深夜帯以外の終日に停車する。

## 歴史
1888年6月25日に開業、この日にゲイツ・アベニュー駅からドリッグス・アベニュー駅（廃止）まで開通した。その後ウィリアムズバーグ橋が開通しマンハッタン区に乗り入れを開始した。

## 駅構造
| P ホーム階 | 相対式ホーム、右側のドアが開く | 相対式ホーム、右側のドアが開く |
| P ホーム階 | 西行緩行線                     | ← 平日午前以外：ブロード・ストリート駅行き（ヒューズ・ストリート駅） ← 平日：フォレスト・ヒルズ-71番街駅行き（ヒューズ・ストリート駅） ← 休日：エセックス・ストリート駅行き（ヒューズ・ストリート駅） |
| P ホーム階 | 混雑方向急行線                 | ← 平日日中混雑方向：通過 → |
| P ホーム階 | 東行緩行線                     | → 平日午後以外：ジャマイカ・センター-パーソンズ/アーチャー駅行き（フラッシング・アベニュー駅）→ 深夜帯以外：メトロポリタン・アベニュー駅行き（フラッシング・アベニュー駅）→                           |
| P ホーム階 | 相対式ホーム、右側のドアが開く | |
| M          | 改札階                         | 改札口、駅員詰所、メトロカード自動券売機 |
| G          | 地上階                         | 出入口 |

当駅は相対式ホーム2面3線の高架駅である。中央の急行線はJ系統とZ系統が平日日中に通過する。
駅のアートワークはアネット・ダヴィデックによるRoundlet Seriesで、ホーム壁にあるステンドグラスで構成される。

### 出入口

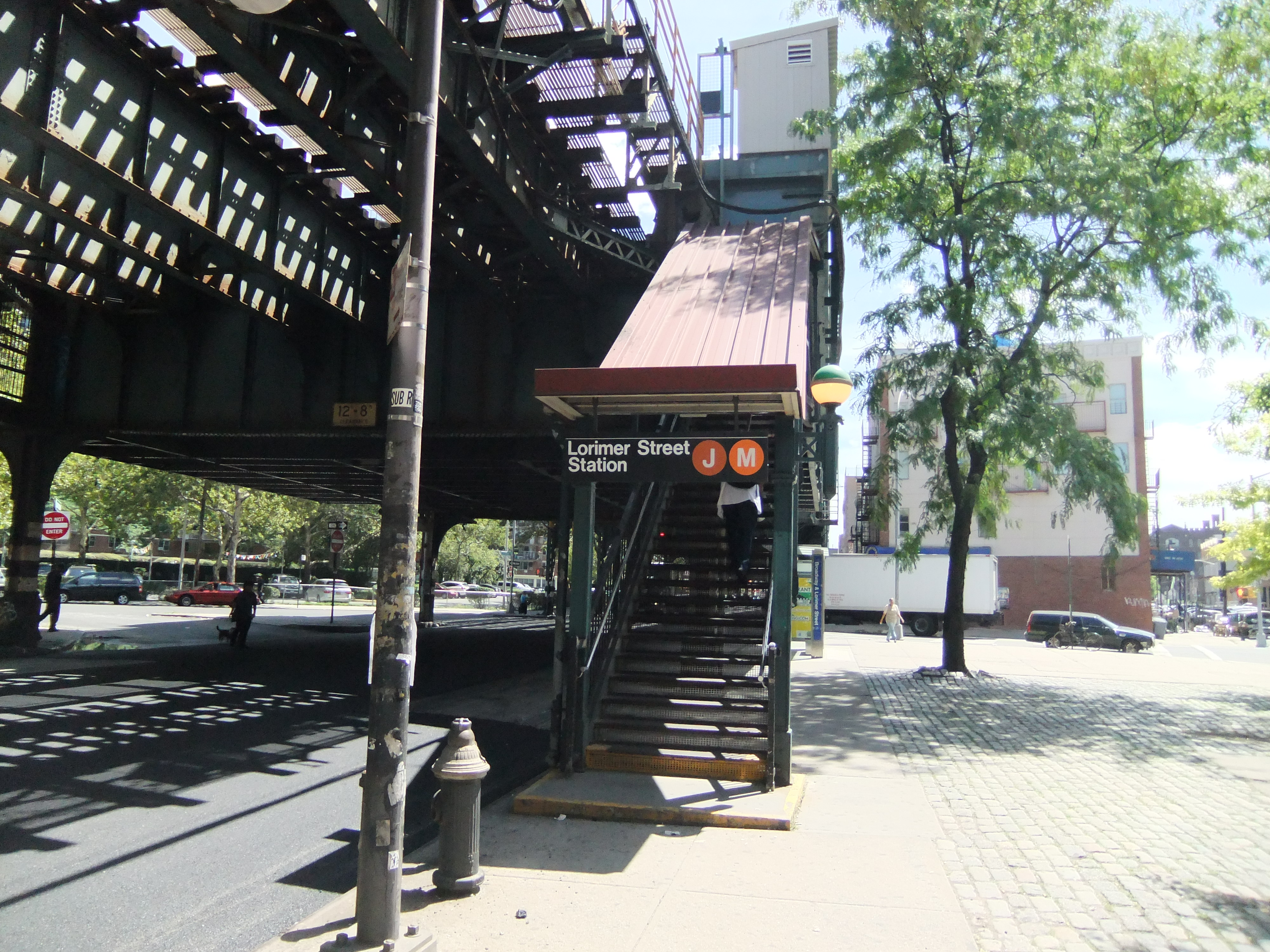
地上階の階段

西端に終日開いている改札があり、地上へはロリマー・ストリートとブロードウェイ交差点の南西と北東に階段が下りている。
このほか東端に無人改札がある。地上への階段はウォーラバウト・ストリートとブロードウェイ交差点の東側に2か所設置されている。

## 連絡運輸
ブロードウェイ駅が駅の2ブロック西にあるが、改札外乗り換えであり無料乗り換えにもなっていない。しかし改札外無料乗り換えは設定されたことがあり、クロスタウン線の工事のためニュータウン川のトンネルを閉鎖したときに行われた。2019年よりBMTカナーシー線の一部区間を閉鎖する際にも無料乗り換えの設定が決まっている。